# Talion: Revenantul
Talion: Revenantul (1997) (titlu original Talion: Revenant) este un roman fantasy al scriitorului american Michael A. Stackpole. Este primul roman scris de autor, în 1986, având inițial titlul Talion: Justițiarul. Editorii au considerat că un volum de 175.000 de cuvinte este prea riscant pentru un debut, așa încât Stackpole a fost îndemnat să-și facă întâi un nume prin intermediul seriilor BattleTech și Războiul stelelor.
În prezent, autorul lucrează la o continuare, intitulată Talion: Nemesis.

## Cadrul acțiunii
Stackpole imaginează o lume care, în trecut, a fost dominată de un imperiu. Căderea și fărâmițarea acestuia a dus la apariția a numeroase regate între care pacea este menținută cu ajutorul unei autorități (aproape) general recunoscute, cea a Talionilor. Cantonați în Talianna, aceștia se antrenează pentru a deveni membri ai uneia dintre șapte grupuri:
1. Elite - Talioni angajați în misiuni de recunoaștere, pe care le îndeplinesc călărind vulturi
2. Vrăjitori - Talioni specializați în folosirea magiei
3. Războinici - Talioni antrenați să devină luptători de elită
4. Lăncieri - experți în mânuirea lănciilor, având în principal misiuni de apărare
5. Arcași - maeștri ai folosirii arcului cu săgeți
6. Servitori - Talioni a căror misiune este de a se ocupa de problemele admistrative ale Taliannei
7. Justițiari - cel mai important grup de Talioni, al căror scop îl reprezintă menținerea păcii în și între regate și de a prinde răufăcătorii

## Intriga
Romanul urmărește două fire narative alternative, ambele referitoare la viața lui Nolan. Primul privește fuga acestuia din țara sa, cucerită de armatele unui regat invadator care i-au omorât familia. Decis să devină Talion pentru a-i răzbuna pe ai săi, trece toate probele și intră în casta cea mai de sus, Justițiarii. Deși unii Talioni ereditari nu văd cu ochi buni acest lucru, Nolan reușește să-și facă prieteni și să fie apreciat de superiori. Metodele prin care depășește probele anuale tradiționale se dovedesc revoluționare, chiar dacă nu respectă întotdeauna regulile. În timpul uneia dintre ele se îndrăgostește de Marana, iubita celui mai bun prieten al său, Lothar. Evenimentul va duce la o ruptură între cei doi, rezolvată prin intermediul unei confruntări ritualice. Nolan este nevoit să salveze viața Maranei, care află că are o soră geamănă de rang nobil și - conform credinței poporului ei - una dintre ele trebuie să moară pentru a împiedica producerea unei catastrofe. La finalul uceniciei, Nolan decide că nu vrea să fie ca orice alt Justițiar - un om fără suflet care inspiră teamă - ci dorește ca oamenii simpli să-l perceapă ca pe unul menit să-i ajute.
Al doilea fir narativ îl urmărește pe Nolan devenit deja Justițiar. El urmărește banda unui răufăcător pe nume Morai. După ce îi ucide pe râmnd pe toți însoțitorii acestuia, este învins prin vicleșug. Revenit în Talianna, reședința Talionilor, este trimis în misiune pentru a-i ajuta tocmai pe cei care-i cuceriseră țara. Deși reticent la început, înțelege că acel lucru este necesar pentru a asigura pacea în regiune, mai ales că pericolul vine din partea unei creaturi magice malefice. După ce îl salvează pe regele țării respective, reușește să lupte și împotriva creaturii demoniace, în spatele căreia se află tocmai iubita lui, Marana. Deși ucis, lui Nolan i se mai oferă o șansă la viață și profită de ea pentru a pune capăt uneltirilor Maranei și a reinstaura pacea și stabilitatea în regiune.

### Cuprins
| - Înfruntarea cu necunoscutul - Capitolul 1: Talion: Ambuscada - Capitolul 2: Nolan: Proba - Capitolul 3: Talion: Cumpăna Pinilor - Capitolul 4: Novice: Festivalul - Capitolul 5: Talion: Morai - Capitolul 6: Novice: Paisprezece - Capitolul 7: Talion: Sharul - Capitolul 8: Novice: Cincisprezece | - Capitolul 9: Talion: Nekkeht - Capitolul 10: Novice: Șaisprezece - Capitolul 11: Talion: Lord Nolan - Capitolul 12: Novice: Coșmarul - Capitolul 13: Talion: Mizericordie - Capitolul 14: Novice: Însângerat - Capitolul 15: Talion: Înțelegerea - Capitolul 16: Novice: Singurătatea - Capitolul 17: Talion: Disprețul: Campionul | - Capitolul 18: Novice: Justițiarul - Capitolul 19: Talion: Încoronarea - Capitolul 20: Justițiar: Prețul - Capitolul 21: Talion: Terminus - Capitolul 22: Justițiar: Cirhon - Capitolul 23: Talion: Revenirea - Epilog - Postfață - Mulțumiri |

## Personaje
- Nolan ra Sinjaria - tânăr a cărui familie a fost masacrată când țara sa a fost invadată; a plecat în Talianna pentru a intra în rândul Talionilor și a-și răzbuna rudele, devenind Justițiar
- Morai - răufăcător; relația sa cu Nolan este complicată, acesta urmărindu-l pentru a-l aduce în fața justiției; în același timp, Morai îl ajută să captureze alți răufăcători, iar Nolan apelează la ajutorul lui când are nevoie
- Lord Hansur - Lordul Justițiarilor din Talianna
- Selia - femeie-trubadur care îi ajută, pe rând, pe Nolan și Morai
- Lothar ra Jania - Justițiar pe linie ereditară, este unul dintre cei mai buni prieteni ai lui Nolan până când se ceartă pentru o femeie
- Jevin - uriaș Fealaren intrat în rândul Justițiarilor, prieten cu Nolan și Lothar
- Marana - Justițiară provenită din Temur, care se îndrăgostește de Lothar, apoi de Nolan
- Tirrell - Regele Hamisului
- Vidor - Duce janian, posibil succesor la tron al Regelui Tirrell
- Patrick - Conte hamisian, care devine prieten și sfătuitor al lui Nolan în periplul acestuia prin Hamis
- Ring - Justițiar alături de care călătorește Nolan în perioada sa de ucenicie
- Zaria ra Hamis - Prințesă hamisiană, fiica Regelui Tirrell
- Lord Eric - Lordul Eliților din Talianna

## Opinii critice
Fantasy Book Review consideră că Talion: Revenantul este „o carte superbă, care, dacă aparținea unei serii, putea fi imensă, dar care e foarte bune și de sine stătătoare” și o caracterizează ca fiind „un fantasy simplu, vesel, care-ți luminează sufletul, dar realist în susținerea conceptelor morale și etice”. SFFWorld recomandă cartea, printre calitățile enumerate figurând „personajele credibile și plăcute, intriga și acțiunea, tensiunea și conflictul dintre personaje”. În aceeași notă se înscrie și Night Watch Reviews, care apreciază că romanul are „un cadru credibil, personaje bine creionate și ridică probleme morale care pun cititorul pe gânduri”.